# Igli Tare
Igli Tare (Valona, 25 luglio 1973) è un dirigente sportivo ed ex calciatore albanese, di ruolo attaccante, direttore sportivo del Milan.
Dopo gli inizi in patria, ha speso la sua carriera da calciatore tra Germania e Italia. Dal 1997 al 2007 ha fatto parte della nazionale albanese. Terminata la carriera agonistica, ha intrapreso quella dirigenziale, ricoprendo il ruolo di coordinatore dell'area tecnica Lazio. Successivamente, dal 2009 al 2023, è stato direttore sportivo del club laziale.

## Carriera

### Giocatore

#### Club

##### Gli inizi, Kaiserslautern
Cresciuto nelle giovanili del Partizani Tirana, inizia la sua carriera professionistica nel 1993 tra le file della formazione albanese, per poi trasferirsi in Germania nel Waldhof Mannheim.
Dopo aver militato nel Ludwigshafen, viene acquistato dal Karlsruhe, dove rimane fino al 1997, per poi scendere di categoria nella 2. Fußball-Bundesliga con i colori del Fortuna Düsseldorf dove disputa la stagione 1997-1998 con il maggior numero di gol in campionato nella sua carriera, arrivando a quota 13 reti. Nel 1999 passa al Kaiserslautern e vi resta per un anno e mezzo.

##### Brescia e Bologna
Nell'estate del 2001 passa al Brescia dove rimane fino al 2003. Accolto tra lo scetticismo generale, al contrario si conferma un buon centravanti al fianco di Roberto Baggio, giocando e segnando più del suo "concorrente" di reparto Luca Toni; il suo impegno e il vistoso miglioramento tecnico lo portano a diventare un idolo dei tifosi bresciani. Esordisce in Serie A il 28 gennaio 2001 subentrando all'84' al posto di Andrea Pirlo in Brescia-Milan 1-1. Il suo primo gol nella massima serie arriva la settimana successiva, il 4 febbraio 2001 in Bari-Brescia 1-3. Conclude la sua esperienza con 15 gol in 75 partite con la casacca delle Rondinelle.
Seguì poi l'allenatore Carlo Mazzone al Bologna, dove diventa uno dei beniamini della "Curva Andrea Costa" non certo per le sue doti di bomber ma per la sua dedizione alla squadra. Da segnalare il suo goal nel derby spareggio di andata Parma-Bologna 0-1, per la permanenza in serie A, vanificato dalla sconfitta rossoblù subita in casa nel ritorno.

##### Lazio e ritiro
Nel 2005 passa alla Lazio del presidente Claudio Lotito. Dopo un lungo digiuno di quasi due anni dal tabellino marcatori, Igli Tare torna al gol nella 17ª giornata di campionato contro il Palermo, insaccando un cross di De Silvestri dalla destra. Sembra un caso isolato, ma lo stesso Tare si ripete anche in Coppa Italia segnando una rete contro il Napoli, che permette ai bianco-celesti di superare il turno. Questo "momento d'oro" consente a Tare di ottenere la fiducia del tecnico Delio Rossi. Nel 2006 realizza uno dei gol più belli della sua carriera contro l'Ascoli in rovesciata.

#### Nazionale
Con la maglia dell'Albania ha disputato in totale 68 partite e segnato 10 reti, indossando in quattro occasioni anche la fascia di capitano. Realizza la sua prima rete con la nazionale maggiore l'11 ottobre 1997, durante le fasi di qualificazione al campionato del mondo 1998, nella partita persa per 4-3 contro la Germania ad Hannover, dove segna il gol del temporaneo 2-2 all'80º minuto. La sua prima doppietta con la nazionale invece risale alla partita vinta in casa per 3-2 contro la Georgia, durante le qualificazioni al campionato del mondo 2006.
È tra i dieci migliori marcatori nella storia della Nazionale albanese.

### Dirigente

#### Lazio
Alla scadenza del suo contratto, il centravanti albanese accetta il rinnovo che lo lega al club romano come calciatore, ma nell'estate 2008 il patron Lotito gli propone invece un ruolo dirigenziale, in veste di coordinatore dell'area tecnica, coadiuvato dal consulente Guglielmo Acri per il mercato in uscita, e Tare accetta subito l'incarico. Il 9 luglio firma così un contratto biennale e parte con la squadra per il ritiro di Auronzo di Cadore, andando a sostituire di fatto la figura del direttore sportivo Walter Sabatini, arrivato a scadenza di contratto ed ingaggiato dal Palermo. Un aspetto importante, visto il suo ruolo, è che parla ben sei lingue. Il 20 aprile 2009 consegue a Coverciano il diploma di direttore sportivo a pieni voti.
Nel 2015 riceve il premio "Italian Sport Awards", evento che premia le eccellenze dello sport italiano.
Lungo la sua carriera come direttore sportivo, nel calciomercato, ha formalizzato qualche acquisto di successo, tuttavia ha anche generato moltissimi esuberi i cui ingaggi hanno pesato sulle casse del club, bloccando reiteratamente il calciomercato nelle varie sessioni a causa dei limiti dovuti all'indice di liquidità. Dal suo operato sono scaturite anche contestazioni da parte dei tifosi, che hanno manifestato il loro dissenso allo stadio e tramite manifestazioni fuori il Lazio Training Center.
Il 5 giugno 2023, dopo 18 anni, annuncia la sua separazione dal club laziale. Sotto la sua direzione sportiva, la Lazio ha vinto 3 volte la Coppa Italia e 3 volte la Supercoppa italiana, oltre ad aver raggiunto per quattro volte la qualificazione in UEFA Champions League.

#### Milan
Il 26 maggio 2025, dopo quasi due anni senza squadra, viene annunciato il suo ingaggio come nuovo direttore sportivo da parte del Milan.

## Statistiche

### Presenze e reti nei club
| Stagione                  | Squadra                   | Campionato                | Campionato | Campionato | Coppe nazionali | Coppe nazionali | Coppe nazionali | Coppe continentali | Coppe continentali | Coppe continentali | Altre coppe | Altre coppe | Altre coppe | Totale | Totale |
| Stagione                  | Squadra                   | Comp                      | Pres       | Reti       | Comp            | Pres            | Reti            | Comp               | Pres               | Reti               | Comp        | Pres        | Reti        | Pres   | Reti   |
| ------------------------- | ------------------------- | ------------------------- | ---------- | ---------- | --------------- | --------------- | --------------- | ------------------ | ------------------ | ------------------ | ----------- | ----------- | ----------- | ------ | ------ |
| 1993-1994                 | Partizani Tirana          | KP                        | 14         | 2          | CA              | 0               | 0               | -                  | -                  | -                  | -           | -           | -           | 14     | 2      |
| 1994-1995                 | Waldhof Mannheim          | ZL                        | 23         | 5          | CG              | 0               | 0               | -                  | -                  | -                  | -           | -           | -           | 23     | 5      |
| 1995-1996                 | Ludwigshafen              | OL                        | 21         | 5          | -               | -               | -               | -                  | -                  | -                  | -           | -           | -           | 21     | 5      |
| 1996-gen. 1997            | Karlsruhe                 | BL                        | 8          | 0          | CG              | 1               | 0               | -                  | -                  | -                  | -           | -           | -           | 9      | 0      |
| gen.-giu. 1997            | Karlsruhe II              | RL                        | 23         | 4          | CG              | 3               | 0               | -                  | -                  | -                  | -           | -           | -           | 26     | 4      |
| 1997-1998                 | Fortuna Düsseldorf        | ZL                        | 34         | 13         | CG              | 0               | 0               | -                  | -                  | -                  | -           | -           | -           | 34     | 13     |
| 1998-1999                 | Fortuna Düsseldorf        | ZL                        | 29         | 11         | CG              | 3               | 3               | -                  | -                  | -                  | -           | -           | -           | 32     | 14     |
| Totale Fortuna Dusseldorf | Totale Fortuna Dusseldorf | Totale Fortuna Dusseldorf | 63         | 24         |                 | 3               | 3               |                    | -                  | -                  |             | -           | -           | 66     | 27     |
| 1999-2000                 | Kaiserslautern            | BL                        | 22         | 4          | CG+CdL          | 3+1             | 1+0             | CU                 | 2                  | 0                  | -           | -           | -           | 28     | 5      |
| 2000-gen. 2001            | Kaiserslautern            | BL                        | 4          | 0          | CG+CdL          | 2+2             | 0+1             | CU                 | 2                  | 1                  | -           | -           | -           | 10     | 2      |
| Totale Kaiserslautern     | Totale Kaiserslautern     | Totale Kaiserslautern     | 26         | 4          |                 | 8               | 2               |                    | 4                  | 1                  |             | -           | -           | 38     | 7      |
| gen.-giu. 2001            | Brescia                   | A                         | 17         | 4          | CI              | 0               | 0               | -                  | -                  | -                  | -           | -           | -           | 17     | 4      |
| 2001-2002                 | Brescia                   | A                         | 25         | 5          | CI              | 0               | 0               | -                  | -                  | -                  | -           | -           | -           | 25     | 5      |
| 2002-2003                 | Brescia                   | A                         | 33         | 6          | CI              | 0               | 0               | -                  | -                  | -                  | -           | -           | -           | 33     | 6      |
| Totale Brescia            | Totale Brescia            | Totale Brescia            | 75         | 15         |                 | 0               | 0               |                    | -                  | -                  |             | -           | -           | 75     | 15     |
| 2003-2004                 | Bologna                   | A                         | 29         | 6          | CI              | 0               | 0               | -                  | -                  | -                  | -           | -           | -           | 29     | 6      |
| 2004-2005                 | Bologna                   | A                         | 26+2       | 5+1        | CI              | 0               | 0               | -                  | -                  | -                  | -           | -           | -           | 28     | 6      |
| Totale Bologna            | Totale Bologna            | Totale Bologna            | 55+2       | 11+1       |                 | 0               | 0               |                    | -                  | -                  |             | -           | -           | 57     | 12     |
| 2005-2006                 | Lazio                     | A                         | 22         | 3          | CI              | 0               | 0               | Int                | 2                  | 0                  | -           | -           | -           | 24     | 3      |
| 2006-2007                 | Lazio                     | A                         | 14         | 0          | CI              | 1               | 0               | -                  | -                  | -                  | -           | -           | -           | 15     | 0      |
| 2007-2008                 | Lazio                     | A                         | 18         | 1          | CI              | 6               | 1               | UCL                | 2                  | 0                  | -           | -           | -           | 26     | 2      |
| Totale Lazio              | Totale Lazio              | Totale Lazio              | 54         | 4          |                 | 7               | 1               |                    | 4                  | 0                  |             | -           | -           | 65     | 5      |
| Totale carriera           | Totale carriera           | Totale carriera           | 364        | 75         |                 | 21              | 4               |                    | 8                  | 1                  |             | -           | -           | 394    | 82     |

### Cronologia presenze e reti in nazionale
| Cronologia completa delle presenze e delle reti in nazionale ― Albania | Cronologia completa delle presenze e delle reti in nazionale ― Albania | Cronologia completa delle presenze e delle reti in nazionale ― Albania | Cronologia completa delle presenze e delle reti in nazionale ― Albania | Cronologia completa delle presenze e delle reti in nazionale ― Albania | Cronologia completa delle presenze e delle reti in nazionale ― Albania | Cronologia completa delle presenze e delle reti in nazionale ― Albania | Cronologia completa delle presenze e delle reti in nazionale ― Albania |
| Data                                                                   | Città                                                                  | In casa                                                                | Risultato                                                              | Ospiti                                                                 | Competizione                                                           | Reti                                                                   | Note                                                                   |
| ---------------------------------------------------------------------- | ---------------------------------------------------------------------- | ---------------------------------------------------------------------- | ---------------------------------------------------------------------- | ---------------------------------------------------------------------- | ---------------------------------------------------------------------- | ---------------------------------------------------------------------- | ---------------------------------------------------------------------- |
| 2-4-1997                                                               | Granada                                                                | Albania                                                                | 2 – 3                                                                  | Germania                                                               | Qual. Mondiali 1998                                                    | -                                                                      | 74’                                                                    |
| 7-6-1997                                                               | Porto                                                                  | Portogallo                                                             | 2 – 0                                                                  | Albania                                                                | Qual. Mondiali 1998                                                    | -                                                                      |                                                                        |
| 20-8-1997                                                              | Kiev                                                                   | Ucraina                                                                | 1 – 0                                                                  | Albania                                                                | Qual. Mondiali 1998                                                    | -                                                                      |                                                                        |
| 6-9-1997                                                               | Erevan                                                                 | Armenia                                                                | 3 – 0                                                                  | Albania                                                                | Qual. Mondiali 1998                                                    | -                                                                      | 84’                                                                    |
| 10-9-1997                                                              | Zurigo                                                                 | Albania                                                                | 1 – 0                                                                  | Irlanda del Nord                                                       | Qual. Mondiali 1998                                                    | -                                                                      |                                                                        |
| 11-10-1997                                                             | Hannover                                                               | Germania                                                               | 4 – 3                                                                  | Albania                                                                | Qual. Mondiali 1998                                                    | 1                                                                      |                                                                        |
| 21-1-1998                                                              | Adalia                                                                 | Turchia                                                                | 1 – 4                                                                  | Albania                                                                | Amichevole                                                             | -                                                                      |                                                                        |
| 6-2-1998                                                               | Ta' Qali                                                               | Malta                                                                  | 1 – 1                                                                  | Albania                                                                | Torneo di Malta 1998                                                   | -                                                                      |                                                                        |
| 8-2-1998                                                               | Ta' Qali                                                               | Albania                                                                | 0 – 3                                                                  | Georgia                                                                | Torneo di Malta 1998                                                   | -                                                                      | 68’                                                                    |
| 10-2-1998                                                              | Ta' Qali                                                               | Albania                                                                | 2 – 2                                                                  | Lettonia                                                               | Torneo di Malta 1998                                                   | -                                                                      | 46’                                                                    |
| 19-8-1998                                                              | Nicosia                                                                | Cipro                                                                  | 3 – 2                                                                  | Albania                                                                | Amichevole                                                             | -                                                                      | 72’                                                                    |
| 5-9-1998                                                               | Tbilisi                                                                | Georgia                                                                | 1 – 0                                                                  | Albania                                                                | Qual. Euro 2000                                                        | -                                                                      | 68’                                                                    |
| 14-10-1998                                                             | Oslo                                                                   | Norvegia                                                               | 2 – 2                                                                  | Albania                                                                | Qual. Euro 2000                                                        | 1                                                                      |                                                                        |
| 18-11-1998                                                             | Scutari                                                                | Albania                                                                | 0 – 0                                                                  | Grecia                                                                 | Qual. Euro 2000                                                        | -                                                                      | 64’                                                                    |
| 10-2-1999                                                              | Tirana                                                                 | Albania                                                                | 2 – 0                                                                  | Macedonia                                                              | Amichevole                                                             | -                                                                      |                                                                        |
| 28-4-1999                                                              | Liepāja                                                                | Lettonia                                                               | 0 – 0                                                                  | Albania                                                                | Qual. Euro 2000                                                        | -                                                                      |                                                                        |
| 5-6-1999                                                               | Scutari                                                                | Albania                                                                | 1 – 2                                                                  | Norvegia                                                               | Qual. Euro 2000                                                        | 1                                                                      |                                                                        |
| 9-6-1999                                                               | Scutari                                                                | Albania                                                                | 0 – 1                                                                  | Slovenia                                                               | Qual. Euro 2000                                                        | -                                                                      |                                                                        |
| 18-8-1999                                                              | Lubiana                                                                | Slovenia                                                               | 2 – 0                                                                  | Albania                                                                | Qual. Euro 2000                                                        | -                                                                      |                                                                        |
| 4-9-1999                                                               | Scutari                                                                | Albania                                                                | 3 – 3                                                                  | Lettonia                                                               | Qual. Euro 2000                                                        | -                                                                      | 77’                                                                    |
| 6-10-1999                                                              | Atene                                                                  | Grecia                                                                 | 2 – 0                                                                  | Albania                                                                | Qual. Euro 2000                                                        | -                                                                      | 68’                                                                    |
| 9-10-1999                                                              | Scutari                                                                | Albania                                                                | 2 – 1                                                                  | Georgia                                                                | Qual. Euro 2000                                                        | -                                                                      | 90’                                                                    |
| 26-4-2000                                                              | Prilep                                                                 | Macedonia                                                              | 1 – 0                                                                  | Albania                                                                | Amichevole                                                             | -                                                                      | 84’                                                                    |
| 15-8-2000                                                              | Tirana                                                                 | Albania                                                                | 0 – 0                                                                  | Cipro                                                                  | Amichevole                                                             | -                                                                      |                                                                        |
| 2-9-2000                                                               | Helsinki                                                               | Finlandia                                                              | 2 – 1                                                                  | Albania                                                                | Qual. Mondiali 2002                                                    | -                                                                      |                                                                        |
| 11-10-2000                                                             | Scutari                                                                | Albania                                                                | 2 – 0                                                                  | Grecia                                                                 | Qual. Mondiali 2002                                                    | -                                                                      | 85’                                                                    |
| 15-11-2000                                                             | Tirana                                                                 | Albania                                                                | 3 – 0                                                                  | Malta                                                                  | Amichevole                                                             | -                                                                      | 57’                                                                    |
| 24-3-2001                                                              | Leverkusen                                                             | Germania                                                               | 2 – 1                                                                  | Albania                                                                | Qual. Mondiali 2002                                                    | -                                                                      |                                                                        |
| 28-3-2001                                                              | Scutari                                                                | Albania                                                                | 1 – 3                                                                  | Inghilterra                                                            | Qual. Mondiali 2002                                                    | -                                                                      | 90’                                                                    |
| 2-6-2001                                                               | Candia                                                                 | Grecia                                                                 | 1 – 0                                                                  | Albania                                                                | Qual. Mondiali 2002                                                    | -                                                                      | 70’                                                                    |
| 6-6-2001                                                               | Tirana                                                                 | Albania                                                                | 0 – 2                                                                  | Germania                                                               | Qual. Mondiali 2002                                                    | -                                                                      |                                                                        |
| 1-9-2001                                                               | Scutari                                                                | Albania                                                                | 0 – 2                                                                  | Finlandia                                                              | Qual. Mondiali 2002                                                    | -                                                                      | 64’                                                                    |
| 5-9-2001                                                               | Newcastle upon Tyne                                                    | Inghilterra                                                            | 2 – 0                                                                  | Albania                                                                | Qual. Mondiali 2002                                                    | -                                                                      | 34’                                                                    |
| 13-2-2002                                                              | Hesperange                                                             | Lussemburgo                                                            | 0 – 0                                                                  | Albania                                                                | Amichevole                                                             | -                                                                      |                                                                        |
| 27-3-2002                                                              | Tirana                                                                 | Albania                                                                | 1 – 0                                                                  | Azerbaigian                                                            | Amichevole                                                             | 1                                                                      | 70’                                                                    |
| 17-4-2002                                                              | Andorra la Vella                                                       | Andorra                                                                | 2 – 0                                                                  | Albania                                                                | Amichevole                                                             | -                                                                      | 59’                                                                    |
| 12-10-2002                                                             | Scutari                                                                | Albania                                                                | 1 – 1                                                                  | Svizzera                                                               | Qual. Euro 2004                                                        | -                                                                      | 71’                                                                    |
| 16-10-2002                                                             | Volgograd                                                              | Russia                                                                 | 4 – 1                                                                  | Albania                                                                | Qual. Euro 2004                                                        | -                                                                      | 69’                                                                    |
| 29-3-2003                                                              | Scutari                                                                | Albania                                                                | 3 – 1                                                                  | Russia                                                                 | Qual. Euro 2004                                                        | 1                                                                      |                                                                        |
| 2-4-2003                                                               | Scutari                                                                | Albania                                                                | 0 – 0                                                                  | Irlanda                                                                | Qual. Euro 2004                                                        | -                                                                      |                                                                        |
| 30-4-2003                                                              | Sofia                                                                  | Bulgaria                                                               | 2 – 0                                                                  | Albania                                                                | Amichevole                                                             | -                                                                      | 46’                                                                    |
| 7-6-2003                                                               | Dublino                                                                | Irlanda                                                                | 2 – 1                                                                  | Albania                                                                | Qual. Euro 2004                                                        | -                                                                      |                                                                        |
| 11-6-2003                                                              | Ginevra                                                                | Svizzera                                                               | 3 – 2                                                                  | Albania                                                                | Qual. Euro 2004                                                        | -                                                                      | 5’                                                                     |
| 20-8-2003                                                              | Prilep                                                                 | Macedonia                                                              | 3 – 1                                                                  | Albania                                                                | Amichevole                                                             | -                                                                      | 81’                                                                    |
| 6-9-2003                                                               | Tbilisi                                                                | Georgia                                                                | 3 – 0                                                                  | Albania                                                                | Qual. Euro 2004                                                        | -                                                                      | 61’                                                                    |
| 10-9-2003                                                              | Scutari                                                                | Albania                                                                | 3 – 1                                                                  | Georgia                                                                | Qual. Euro 2004                                                        | 1                                                                      |                                                                        |
| 11-10-2003                                                             | Lisbona                                                                | Portogallo                                                             | 5 – 3                                                                  | Albania                                                                | Amichevole                                                             | 1                                                                      | 86’                                                                    |
| 15-11-2003                                                             | Scutari                                                                | Albania                                                                | 2 – 0                                                                  | Estonia                                                                | Amichevole                                                             | -                                                                      | 46’                                                                    |
| 18-2-2004                                                              | Tirana                                                                 | Albania                                                                | 2 – 1                                                                  | Svezia                                                                 | Amichevole                                                             | -                                                                      | 46’                                                                    |
| 31-3-2004                                                              | Scutari                                                                | Albania                                                                | 2 – 1                                                                  | Islanda                                                                | Amichevole                                                             | -                                                                      | 76’                                                                    |
| 28-4-2004                                                              | Tallinn                                                                | Estonia                                                                | 1 – 1                                                                  | Albania                                                                | Amichevole                                                             | -                                                                      | 61’ 90’                                                                |
| 4-9-2004                                                               | Scutari                                                                | Albania                                                                | 2 – 1                                                                  | Grecia                                                                 | Qual. Mondiali 2006                                                    | -                                                                      |                                                                        |
| 8-9-2004                                                               | Tbilisi                                                                | Georgia                                                                | 2 – 0                                                                  | Albania                                                                | Qual. Mondiali 2006                                                    | -                                                                      |                                                                        |
| 9-10-2004                                                              | Scutari                                                                | Albania                                                                | 0 – 2                                                                  | Danimarca                                                              | Qual. Mondiali 2006                                                    | -                                                                      |                                                                        |
| 13-10-2004                                                             | Almaty                                                                 | Kazakistan                                                             | 0 – 1                                                                  | Albania                                                                | Qual. Mondiali 2006                                                    | -                                                                      |                                                                        |
| 9-2-2005                                                               | Tirana                                                                 | Albania                                                                | 0 – 2                                                                  | Ucraina                                                                | Qual. Mondiali 2006                                                    | -                                                                      | 65’                                                                    |
| 26-3-2005                                                              | Istanbul                                                               | Turchia                                                                | 2 – 0                                                                  | Albania                                                                | Qual. Mondiali 2006                                                    | -                                                                      |                                                                        |
| 30-3-2005                                                              | Il Pireo                                                               | Grecia                                                                 | 2 – 0                                                                  | Albania                                                                | Qual. Mondiali 2006                                                    | -                                                                      | 65’                                                                    |
| 4-6-2005                                                               | Scutari                                                                | Albania                                                                | 3 – 2                                                                  | Georgia                                                                | Qual. Mondiali 2006                                                    | 2                                                                      |                                                                        |
| 8-6-2005                                                               | Copenaghen                                                             | Danimarca                                                              | 3 – 1                                                                  | Albania                                                                | Qual. Mondiali 2006                                                    | -                                                                      | 82’                                                                    |
| 8-10-2005                                                              | Dnipropetrovs'k                                                        | Ucraina                                                                | 2 – 2                                                                  | Albania                                                                | Qual. Mondiali 2006                                                    | -                                                                      | 70’                                                                    |
| 12-10-2005                                                             | Scutari                                                                | Albania                                                                | 0 – 1                                                                  | Turchia                                                                | Qual. Mondiali 2006                                                    | -                                                                      | 73’                                                                    |
| 1-3-2006                                                               | Tirana                                                                 | Albania                                                                | 1 – 2                                                                  | Lituania                                                               | Amichevole                                                             | -                                                                      | Cap. 46’                                                               |
| 16-8-2006                                                              | Serravalle                                                             | San Marino                                                             | 0 – 3                                                                  | Albania                                                                | Amichevole                                                             | 1                                                                      | Cap. 46’                                                               |
| 2-9-2006                                                               | Barysaŭ                                                                | Bielorussia                                                            | 2 – 2                                                                  | Albania                                                                | Qual. Euro 2008                                                        | -                                                                      | Cap.                                                                   |
| 6-9-2006                                                               | Scutari                                                                | Albania                                                                | 0 – 2                                                                  | Romania                                                                | Qual. Euro 2008                                                        | -                                                                      | Cap. 20’                                                               |
| 11-10-2006                                                             | Amsterdam                                                              | Paesi Bassi                                                            | 2 – 1                                                                  | Albania                                                                | Qual. Euro 2008                                                        | -                                                                      | Cap.                                                                   |
| 7-2-2007                                                               | Scutari                                                                | Albania                                                                | 0 – 1                                                                  | Macedonia                                                              | Amichevole                                                             | -                                                                      | 35’                                                                    |
| Totale                                                                 |                                                                        | Presenze                                                               | 68                                                                     |                                                                        | Reti (8º posto)                                                        | 10                                                                     |                                                                        |

| Cronologia completa delle presenze e delle reti in nazionale (Partite non ufficiali) ― Albania | Cronologia completa delle presenze e delle reti in nazionale (Partite non ufficiali) ― Albania | Cronologia completa delle presenze e delle reti in nazionale (Partite non ufficiali) ― Albania | Cronologia completa delle presenze e delle reti in nazionale (Partite non ufficiali) ― Albania | Cronologia completa delle presenze e delle reti in nazionale (Partite non ufficiali) ― Albania | Cronologia completa delle presenze e delle reti in nazionale (Partite non ufficiali) ― Albania | Cronologia completa delle presenze e delle reti in nazionale (Partite non ufficiali) ― Albania | Cronologia completa delle presenze e delle reti in nazionale (Partite non ufficiali) ― Albania |
| Data                                                                                           | Città                                                                                          | In casa                                                                                        | Risultato                                                                                      | Ospiti                                                                                         | Competizione                                                                                   | Reti                                                                                           | Note                                                                                           |
| ---------------------------------------------------------------------------------------------- | ---------------------------------------------------------------------------------------------- | ---------------------------------------------------------------------------------------------- | ---------------------------------------------------------------------------------------------- | ---------------------------------------------------------------------------------------------- | ---------------------------------------------------------------------------------------------- | ---------------------------------------------------------------------------------------------- | ---------------------------------------------------------------------------------------------- |
| 6-9-2002                                                                                       | Kosovska Mitrovica                                                                             | Kosovo                                                                                         | 0 – 1                                                                                          | Albania                                                                                        | Amichevole                                                                                     | -                                                                                              |                                                                                                |
| Totale                                                                                         |                                                                                                | Presenze                                                                                       | 1                                                                                              |                                                                                                | Reti                                                                                           | 0                                                                                              |                                                                                                |